# Peisaj al grădinii vilei Medici
Peisaj al grădinii vilei Medici este o pictură realizată în ulei pe pânză de către artistul spaniol Diego Velázquez.
Este un mic tablou realizat de Diego Velázquez despre grădina de la Vila Medici din Roma, în care unele personaje sunt prezentate în picioare urmărind un eveniment care nu se poate vedea, eventual lucrările realizate în spatele schelei din mijlocul clădirii din fundal. Tabloul se află acum la Muzeul Prado din Madrid. Există unele controverse cu privire la data când a fost realizat, unii academicieni considerând că a fost pictat în timpul primei călătorii a artistului în Italia (1629-1631), în timp ce alții cred că tehnica sa avansată indică faptul că a fost creată în a doua sa călătorie (1649-1651). Istoricul de artă Enriqueta Harris consideră că înregistrările care au apărut în 1976 despre reparațiile efectuate în perioada 1648–49 la vilă, și în mod special la grota înscrisă în tabloul lui Velázquez, confirmă data ulterioară. Există o altă versiune cu caracteristici similare și același titlu, iar cele două au dimensiuni similare și variază puțin în ceea ce privește execuția și modul lor de a înfățișa grădina.
Pictura peisagistică a fost rară în pictura spaniolă din această perioadă, majoritatea comenzilor fiind opere religioase sau portrete, astfel încât Velázquez a fost oarecum îndepărtat din prim-plan-ul artei peisagistice franceze și italiene (așa cum a fost practicat de Claude Lorrain sau Poussin, de exemplu), realizând o schiță în ulei în locul unei lucrări pictate în studio. Velázquez privește spre pictorii impresioniști în alegerea peisajului ca subiect și în redarea scenei în linii mari cu mici tușe care sunt mai bine apreciate atunci când privitorul stă mai departe de tablou decât atunci când stă aproape.